# Trigonella edelbergii
Trigonella edelbergii är en ärtväxtart som först beskrevs av Sirj. och Karl Heinz Rechinger, och fick sitt nu gällande namn av Karl Heinz Rechinger. Trigonella edelbergii ingår i släktet trigonellor, och familjen ärtväxter. Inga underarter finns listade i Catalogue of Life.